# English Bazar
English Bazar – miasto w Indiach, w stanie Bengal Zachodni. W 2011 roku liczyło 313 681 mieszkańców.